# António Dacosta
António da Costa, Jr. GCM (Angra do Heroísmo, 3 de novembro de 1914 – Paris, 2 de dezembro de 1990), mais conhecido por António Dacosta, foi um pintor, poeta e crítico de arte português.
A sua obra pictórica é constituída por duas fases distintas. Entre 1939 e 1948 trabalha essencialmente dentro de um idioma  surrealista, afirmando-se como uma figura de referência do movimento em Portugal. Essa fase encerra-se com pinturas realizadas em Paris – onde fixa residência a partir de 1947 –, em que se aproxima da abstração. Segue-se um hiato de trinta anos em que interrompe quase por completo a prática artística, dedicando-se à crítica de arte.
Retoma a pintura de forma consistente apenas no final da década de 1970. A partir daí e até à data da sua morte irá realizar um conjunto de obras diversas, identicamente notáveis, "cujo intimismo e a poesia são ímpares na pintura portuguesa contemporânea". A sua presença duplamente prestigiada, pelo passado e pela nova visibilidade que adquire na década de 1980, seria marcante na sensibilidade pictural desses anos em Portugal.

## Biografia

Serenata Açoriana, 1940, óleo sobre tela.

António Dacosta nasce na freguesia de Santa Luzia, cidade de Angra do Heroísmo, no ano de 1914. Parte para Lisboa em 1935, para estudar na Escola de Belas Artes, integrando-se rapidamente nos circuitos intelectuais da capital. Expõe pela primeira vez em 1940 na Casa Repe (Lisboa), juntamente com outra figura pioneira do surrealismo português, António Pedro, numa mostra que assinala a entrada formal do surrealismo em Portugal.
Em 1942 ganha o prémio Souza-Cardoso na Exposição de Arte Moderna do S.P.N.; no ano seguinte publica as suas primeiras crónicas sobre arte, no Diário Popular. Em 1944 o seu ateliê e grande parte da sua obra são destruídos por um incêndio. Parte para Paris três anos mais tarde, como bolseiro do governo francês, instalando-se em definitivo nessa cidade; a partir daí irá regressar a Portugal apenas esporadicamente. Em 1949 participa na Exposição do Grupo Surrealista de Lisboa com obras onde se aproxima da abstração, mas nesse mesmo ano interrompe a prática artística. Durante cerca de 30 anos a sua ligação à pintura sobrevive sobretudo através da escrita sobre arte, colaborando de forma regular no jornal brasileiro O Estado de S. Paulo.
Datam de meados da década de 1970 os primeiros indícios da sua fase final (veja-se, por exemplo, Paisagem da Terceira, Amanhecer, 1975). Em 1978 algumas das obras mais significativas do seu período surrealista – e que nessa altura já não lhe pertenciam –, são apresentadas em Londres na exposição Portuguese Art since 1910, que visita na companhia de Júlio Pomar. Redescobrir as suas obras iniciais poderá ter acentuado o desejo de regresso à prática artística, levando-o a retomar gradualmente a pintura. A atividade intensifica-se nos primeiros anos da década seguinte. Irá expôr esses novos trabalhos pela primeira vez em 1983 (Galeria 111, Lisboa). Em 1984 recebe o prémio AICA, Lisboa. Em 1988 a sua obra é apresentada de forma extensiva no Centro de Arte Moderna José de Azeredo Perdigão, em Lisboa, e na Casa de Serralves, Porto.
A 4 de fevereiro de 1989 foi agraciado com a Grã-Cruz da Ordem do Mérito.

## Obra
Durou menos de dez anos o período inicial da maturidade da obra pictórica de António Dacosta; e é ainda mais curta a sua decisiva fase surrealista, que se inicia em 1939 para terminar aproximadamente em 1943.
"Conjugado inicialmente com o expressionismo", o "surrealismo figurativo" de Dacosta será marcado por uma clara aproximação à suspensão metafísica da pintura de Giorgio de Chirico, complementada por ecos da intensidade expressionista do norte da Europa.
Dacosta utiliza os dispositivos surrealistas da livre associação para gerar "imagens de uma realidade que se sobrepõe ao quotidiano sem o negar, e antes obrigando-o a revelar o que esconde na aparência das coisas e dos seres". Nesse processo, recusa a fixação de significações estáticas para as suas obras, metamorfoseando formas, deslocando alusões, definindo um desejo de polissemia que irá estender-se à sua obra posterior.
A ambiguidade dessas obras tem permitido uma multiplicidade de leituras, desde "a inquietação, o horror causado […] pela Guerra Civil de Espanha" até à "ameaça que pairava sobre os homens" nesse tempo dominado pela ferocidade da Segunda Guerra Mundial. E se é relativamente consensual a associação destas pinturas à "necessidade de denunciar uma situação de crise", a localização dessa crise permanece incerta, podendo igualmente situar-se no interior, espelhando "a desolação em que o país vivia sob a ditadura do pequeno fascismo de Salazar". E numa escala mais reduzida ainda poderá identificar-se, na "atmosfera sufocante" de pinturas como Antítese da calma ou Serenata Açoriana, de 1940, uma outra dimensão, de cariz mais pessoal, "uma angústia em que é possível descortinar raízes geopsicológicas – ou […] motivações freudianas", que se ligam à origem insular do pintor.

Sonho de Fernando Pessoa debaixo de uma latada numa tarde de Verão, 1982-83, óleo sobre tela, 134 x 121 cm

A força da sua pintura inicial irá depois atenuar-se, com os "símbolos angustiantes" a cederem lugar a uma dimensão mais lírica; A Festa, 1942, com o qual recebe o prémio Souza-Cardoso, assinala esse desvio e é já uma "alegoria, de conceção terna e alegre, representando crianças, flores [...]".
Nos anos imediatos a alteração temática e formal da sua pintura é evidente, e coincide com o início da sua atividade como crítico de arte. Nessa outra faceta da sua obra, "o artista maior que foi [Dacosta] revela-se também como crítico atento de várias gerações" de artistas.
Em meados da década de 1940 o idioma surrealista parece já não o satisfazer, e vemo-lo aproximar-se da figuração pós-cubista de Picasso, da linearidade sensível dos desenhos de Matisse e, pouco depois, da abstração. Quando parte para Paris em 1947, "a sua pintura já não revelava o essencial da sua visão poética".
Dois anos mais tarde deixaria completamente de pintar, por razões que permanecem por explicar cabalmente mas que poderão prender-se "com os horrores da guerra" – bem presentes na memória de uma Paris traumatizada por anos de ocupação nazi –, e não menos com a dinâmica da própria cidade da luzes, com a "voracidade de ver, de viver e de desejar – teatros, livros, atrizes, restaurantes, experiências, exposições ou boémias".
Seguem-se quase trinta anos em que a prática da pintura parece definitivamente arredada da sua vida, permitindo-lhe distanciar-se das polémicas que fraturavam o mundo das artes dentro e fora de Portugal. Iria manter um outro tipo de ligação a esse mundo através de uma "escrita que foi relação íntima e produtiva com a pintura". E refletiria criticamente sobre grandes figuras da cena internacional, de Matisse e Chagall a Klee ou Warhol.
Em meados da década de 1970 volta a querer pintar, retomando a pouco e pouco a via lírica que ficara esquecida nos anos anteriores à partida para Paris. "O regresso à pintura começou por ser uma prática intimista, permitido por uma nova situação familiar (o casamento e os filhos, com o fim da circulação boémia e novas condições de ociosidade, fora de Paris)".
Já na década de 1980 esse regresso consolida-se, enquadrado num chamado retorno da pintura e das figurações que ocorre em simultâneo: "não era apenas o regresso do artista […] ao grupo dos que pintam, mas antes e muito mais fundamentalmente, o regresso da afirmação de um campo de imagens de intensíssima coerência". Nessas pinturas, o velho pesadelo surrealista transmuta-se em imagens onde uma idêntica suspensão temporal é investida de nova sensibilidade e onde vemos concretizar-se, finalmente, uma síntese das pulsões nucleares da sua obra.
Nas pinturas e desenhos dessa escassa década final – e que Helena de Freitas apelidaria de "notícias do paraíso" –, Dacosta irá relembrar a frontalidade de Matisse em O Estúdio Vermelho (1911), ou a exaltação cromática e lumínica "de Monet e Bonnard", como acontece em Dois Limões em férias, 1983.
A sua reconquistada liberdade de movimentos serve-lhe agora para "gerar espaços de acolhimento a figuras misteriosas, algo extáticas, ou a formas muito obscuras que emergem de dentro da pintura". O pendor poético que perpassa todas essas obras tanto lhe permite abordar o Sonho de Fernando Pessoa debaixo de uma Latada numa tarde de Verão (1982-83), como a "metáfora amorosa" que será, nas suas próprias palavras, a evocação pictórica de uma fonte de Sintra (veja-se a longa série dedicada e este tema).  E sente-se uma vez mais a sua "ligação mítica com o espaço insular [onde nasceu]. Numa ilha […] são mais acessíveis os deuses e mais fortes os mitos"; por isso veremos emergir "fábulas e presságios" ou "alguma reconhecível iconografia do sagrado – a cruz, o altar, o cálice".
Encontra-se colaboração da sua autoria na revista Litoral  (1944-1945). 
Em 1994 é editado o livro de poesia póstumo, A Cal dos Muros, com seleção, organização e apresentação de Bernardo Pinto de Almeida.

## Algumas obras
- Diálogo, 1939
- Amor Jacente, 1940
- Antítese da Calma, 1940
- Serenata Açoriana, 1940
- Cena Aberta, 1940
- Melancolia, 1942
- Festa, 1942
- Cuidado com os filhos, 1948

Dois limões em férias, 1983, óleo sobre tela, 97,5 x 128,5 cm

- Paisagem da Terceira (Amanhecer), 1975
- Cão a uivar à Lua, 1979
- Fonte de Sintra I, 1980
- Fonte de Sintra II, 1980
- Duas sereias à boca de uma gruta, 1980
- Sonho de Fernando Pessoa debaixo de uma latada numa tarde de Verão, 1982-83
- Dois limões em férias, 1983
- Pós de Perlimpimpim, 1983
- Está Calor em Evora, 1983
- As 3 opiniões do mestre ferreiro, 1984
- Fonte de Sintra XVI, 1985
- Não há sim sem não – o Eremita, 1985
- Em louvor de, 1986
- O bailador, 1986
- Tau ou Os Porcos do Retábulo de Issenheim, 1990 (da série tau)
- A Cal dos Muros. Lisboa: Assírio e Alvim, 1994.

## Algumas exposições / Coleções
- 1940 – Casa Repe, Lisboa (com António Pedro e Pamela Boden).
- 1942 – Exposição de Arte Moderna do S.P.N. (Prémio Amadeo de Souza-Cardoso).
- 1952 – Dezassete quadros, exposição individual, Galeria de Março, Lisboa (texto de catálogo por Fernando Lemos).
- 1953 – 2ª Bienal de S. Paulo, Brasil.
- 1968 – Art Portugais, Fundação Calouste Gulbenkian, Paris.
- 1969 – Exposição retrospetiva, obras datadas de 1939 a 1948, Galeria Buchholz, Lisboa (texto de catálogo por Rui Mário Gonçalves).
- 1978 – Portuguese Art since 1910, Royal Academy, Londres.
- 1983 – Exposição individual, Galeria 111, Lisboa (texto de catálogo por Rui Mário Gonçalves).
- 1984 – Exposição individual, Galeria Zen, Porto (texto de catálogo por Rui Mário Goncalves).
- 1985 – Arte Portuguesa, Galeria Almada Negreiros, Lisboa.
- 1988 – Exposição individual, Centro de Arte Moderna, Lisboa; Casa de Serralves, Porto (textos de catálogo por Fernando de Azevedo, Maria Helena de Freitas, Rui Mario Gonçalves, Júlio Pomar e José Sommer Ribeiro).
- 1995 – Homenagem dos Açores a António Dacosta, Salão Nobre da Secretaria Regional da Educação e Cultura, Angra do Heroismo, Açores (texto de catálogo por Ruth Rosengarten).
- 1997 – António Dacosta: peintre et poète portugais, Maison de la Poésie, Paris. | António Dacosta: Peintures Intimes, Fundação Calouste Gulbenkian, Paris.
- 1999 – António Dacosta: não há sim sem não, exposição individual, Bermuda National Gallery e New Bedford Museum of Art (texto de catálogo por Ruth Rosengarten).
- 1999 – O trabalho das nossas mãos, de António Dacosta, exposição antológica das obras finais (comissariada por Bernardo Pinto de Almeida), Fundação Cupertino de Miranda, Vila Nova de Famalicão.
- 2006 – Exposição individual, Museu de Arte Contemporânea de Serralves, Porto.
- 2007 – António Dacosta : Scène Ouverte, Fundação Calouste Gulbenkian, Paris (textos do catálogo por João Pedro Garcia, José Luís Porfírio e Alain Tapié).

Está representado em diversas coleções e museus, nomeadamente: Secretaria de Estado da Cultura, Lisboa; Museu Nacional de Soares dos Reis, Porto; Centro de Arte Moderna José de Azeredo Perdigão, Fundação Calouste Gulbenkian, Lisboa; Museu do Chiado, Lisboa; Museu Carlos Machado (Ponta Delgada), Museu de Angra do Heroísmo e Museu da Horta, Açores; etc.